# Català nord-occidental
El català nord-occidental, també anomenat occidental, és la varietat de la llengua catalana que es parla a les comarques occidentals de Catalunya; l'Alta Ribagorça, el Pallars Jussà, el Pallars Sobirà, l'Alt Urgell, la Segarra, la Noguera, el Segrià, l'Urgell, el Pla d'Urgell, les Garrigues, la Ribera d'Ebre i el Priorat, (també es podrien afegir la Terra Alta, el Baix Ebre i el Montsià, com a zona de transició cap al valencià) així com les comarques aragoneses que conformen la Franja de Ponent catalanoparlant; la Ribagorça aragonesa catalanoparlant, la Llitera, el Baix Cinca i el Matarranya.
El català d'Andorra també quedaria dins del bloc nord-occidental, de fet, la frontera nord es traça a partir d'Andorra, segueix el límit polític amb França i encercla la Vall d'Aran, que queda exclosa. La frontera oest, penetra dins d'Aragó i ve marcada per les interferències lingüístiques amb les parles de l'aragonés: els rius Éssera i Isàvena són el límit natural per la part del nord; a partir de Tamarit cap al sud la delimitació entre les llengües és clara i passa per Saidí, Fraga, Maella, Valljunquera i Aiguaviva. Quant a la frontera meridional, les isoglosses es creuen -i assenyalen el pas cap als parlars valencians - i s'estenen cap al sud formant una extensa àrea de transició on conflueixen característiques nord-occidentals i meridionals que arriba fins a terres de la Plana de Castelló.
En sentit estricte el nord-occidental comprèn les conques del Segre (des del límit entre la Cerdanya i l'Urgellet) i de l'Ebre, amb els seus afluents. Popularment se l'anomena erròniament lleidatà a tot el bloc nord-occidental, encara que no coincideixi amb les Terres de Lleida, mentre hi ha qui entén que el lleidatà o nord-occidental estricte, com un subdialecte més dins del conjunt nord-occidental, és el parlar de les comarques centrals que formen el pla de Lleida i el d'Urgell, que són: el Segrià, bona part de l'Urgell, el Pla d'Urgell, la meitat de les Garrigues, la Noguera i bona part del Baix Cinca.
Hi ha una llarga zona de transició entre el nord-occidental i l'oriental que està, en part, relacionada amb els trets xipella. Aquesta franja té un perfil dialectal propi que fa que sigui clarament nord-occidental però que tingui trets orientals com el tractament de la E llarga i I breu llatines en posició tònica, una vocal final que és una a velaritzada i una primera persona del singular del futur simple en e oberta. La zona va des d'Andorra, l'Alt Urgell, Solsonès, la Segarra, l'Urgell, les Garrigues i el Priorat.
La zona de transició cap al valencià, que comença ja a les terres de l'Ebre, penetra dins del País Valencià, des dels Ports (i la comarca aragonesa del Matarranya), tot el Maestrat i gran part de l'Alcalatén fins als municipis septentrionals de la Plana Alta.
Tota aquesta àrea de transició presenta una sèrie de característiques fonètiques i lèxiques, que donen pas d'un dialecte a l'altre (com, per exemple, la no palatalització del grup -tl-: batlle), morfosintàctiques (com, per exemple, el manteniment de tres graus de demostratius: est, eix, aquell) i lexicals (com faena per 'feina', endívia per 'escarola', etc.).
Dins del territori de parla nord-occidental es troben una bona part dels documents més antics escrits en llengua catalana. Un dels més antics són les Homilies d'Organyà a l'Alt Urgell del segle xi.

## Característiques generals

### Fonètica
- Vocalisme àton:
  - El vocalisme àton és d'articulació més tensa i de timbre més clar que l'oriental, amb distinció entre a i e (passar [paˈsa], besar [beˈza]), i entre o i u (posar [poˈza], curar [kuˈɾa])
  - Vocals que no segueixen la norma anterior:
    - La a i e inicials de mot es neutralitzen en [a], tot i que no en tot el territori.
    - La o àtona inicial de mot es diftonga en [aw] en part del territori.
    - La a final pot passar a [ɛ] e oberta o [e] e tancada i, més rarament, a [o] o.
    - La a final de la 3a persona del singular de qualsevol temps verbal es pronuncia com [e] e tancada: (ell) torna, tornava: [ˈtorne], [torˈnae]. A part del domini, la a final es pronuncia [ɛ] e oberta: fina [ˈfinɛ]. Se n'exceptua la a dels monosíl·labs àtons, que es manté [a]: la capa [la ˈkapɛ], ma tia [ma ˈtiɛ].

- Vocalisme tònic:
  - La [e] e tancada del llatí vulgar (procedent d'E llarga o d'I breu llatines) es manté tancada: pera [ˈpeɾɛ], cadena, alé, francés (mentre que en català oriental és e oberta en general: pera [ˈpɛɾə]; o vocal neutra a part de les Balears: pera [ˈpəɾə]).

- Consonantisme
  - Manca de iodització: es conserven les ll etimològiques com laterals palatals [ʎ].
  - La erra final s'emmudeix: cantar [kanˈta]. Els infinitius sense vibrant simple final ni en combinacions amb pronoms febles fan aparèixer formes característiques: [menˈʒaw] per 'menjar-ho', [aˈnaj] per 'anar-hi'.
  - Betacisme: no hi ha distinció de b i v
  - Africació de la x inicial i postconsonàntica tx : txocolata, gantxo

### Morfologia
- Els articles masculins en bona part del domini són lo i los, que alternen amb l i ls (escrits el, els) quan lo o los va precedit de vocal, com en català antic.
- Els pronoms febles presenten la forma plena davant les formes verbals que comencen en consonant: me dutxo, te dic, se pentina. Els pronoms estàndards ens i us passen a mos i vos a tot el territori, com a la resta del valencià.
- La terminació -es dels plurals es pronuncia [es], amb e tancada

- La desinència -o de la primera persona de l'indicatiu (jo canto), aquest límit davalla fins a la línia de l'Alcora a Cabanes de l'Arc.
- Les desinències del present del subjuntiu amb vocal velar -os, -o, -on (que tu cantos, que ell canto, etc.).
- El pretèrit imperfet de subjuntiu pren els morfemes amb essa sorda: -és o -essa, -esses o -essis, -és o -essa, -éssem o -éssim, -ésseu o -éssiu, -essen o -essin: jo cantés o jo cantessa, tu cantesses o cantessis, etc.
  - Al sud, la isoglossa de l'imperfet de subjuntiu en -ara, -era, -ira (jo cantara, etc.) marca un límit entre Villores i Alcalà de Xivert;

Uns altres trets ocupen una àrea més reduïda, sovint amb caràcter d'arcaisme: 
- Imperfets en -eva, -iva (feva 'feia', voliva 'volia').
- Desinències -am, -au del present d'indicatiu (parlam, parlau),
- Manteniment del grup [it] < ct ('lleit' < lacte) i de la palatal [j] en lloc de [ʒ] o [dʒ] ([puˈja] 'pujar' com si fos escrit puià), manca de palatalització de mn, nn ([ˈdan] 'dany').

### Lèxic
El lèxic ofereix alguns tipus lexicals o valors semàntiques diferencials respecte a l'oriental: espill 'mirall', melic 'llombrígol', xic 'noi', corder 'xai', romer 'romaní', catxap 'conillet', sangartalla 'sargantana', pegar 'encomanar', voler 'estimar', etc., que sovint es retroben en valencià i, a més, presenten paral·lelismes amb el lèxic castellano-aragonès.
S'ha de dir que el lèxic pot variar molt d'un poble a un altre i que no es pot generalitzar excessivament.

## Subdialectes

Isoglosses fonològiques del català del Matarranya segons Joaquim Rafel i Fontanals (1981)

- Català de transició (transició del valencià amb el nord-occidental)
  - Parlars del Matarranya.
- Nord-occidental bàsic o lleidatà
- Català pallarès
- Ribagorçà
- Nord-occidental de transició a l'oriental[2]